# Мизгирёва, Варвара Кузьминична
Мизгирёва Варвара Кузьминична (2 февраля 1927, Налеткино, Татарская АССР — 26 июля 2006, Самара) — фрезеровщица завода «Прогресс» Министерства общего машиностроения СССР, город Куйбышев (ныне — Самара). Герой Социалистического Труда (1971).

## Биография
Варвара Кузьминична Мизгирёва родилась 2 февраля 1927 года в селе Налеткино Спасского кантона Татарской АССР (ныне — Спасский район Республики Татарстан).
В 17 лет начала свою трудовую деятельность. Позднее, в 1947 году в городе Куйбышеве (ныне — Самара) она окончила ремесленное училище № 9 и поступила фрезеровщицей на Государственный авиационный завод № 1 Министерства авиационной промышленности СССР, который в декабре 1961 года получил открытое наименование — «Завод „Прогресс“» (ныне — АО «Ракетно-космический центр "Прогресс"»).
Работала на производстве деталей для реактивных истребителей МиГ-15, МиГ-17 и бомбардировщиков Ил-28, Ту-16. Изготовляла детали и узлы для космических аппаратов и ракет-носителей. Была наставником для молодых рабочих, вела активную общественную работу.
За большие заслуги в выполнении заданий пятилетнего плана Указом Президиума Верховного Совета СССР от 26 апреля 1971 года Варваре Кузминичне Мизгирёвой было присвоено звание Героя Социалистического Труда с вручением ордена Ленина и золотой медали «Серп и Молот».
Работала на заводе «Прогресс» до выхода на пенсию. Жила в Куйбышеве (с 1991 года — Самара). Умерла 26 июля 2006 года.

## Награды
- Звание Герой Социалистического Труда (26 апреля 1971 года);
- Медаль «Серп и Молот» (26 апреля 1971 года) — № 16990);
- Орден Ленина (26 апреля 1971 года) — № 396486);
- медали.